# Stretto di Northumberland

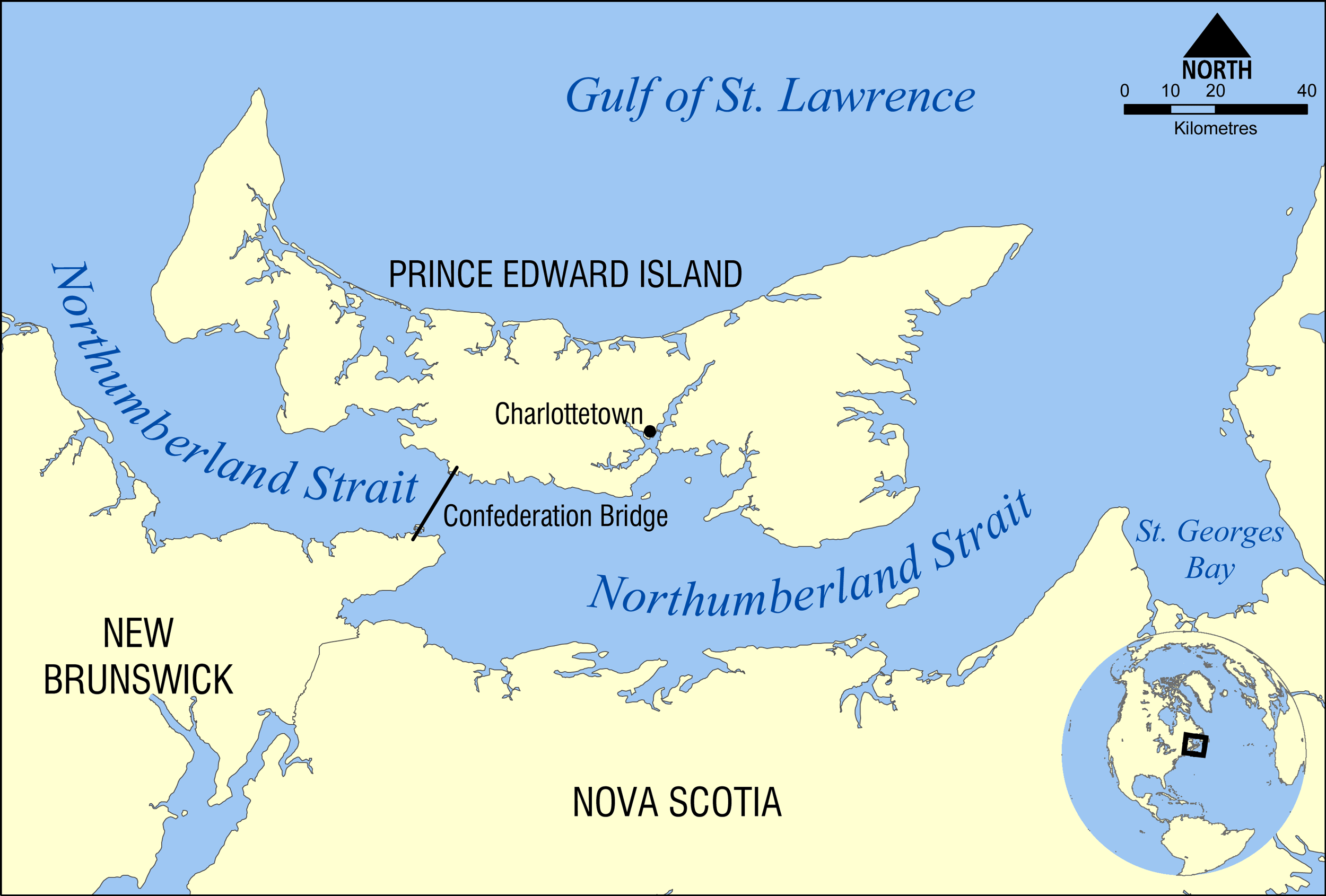
Mappa dello stretto di Northumberland con la posizione del Confederation Bridge.

Lo stretto di Northumberland (in inglese: Northumberland Strait: in francese: Détroit de Northumberland) è situato nel golfo di San Lorenzo e separa l'isola del Principe Edoardo, posta a nord, dalla costa canadese delle province di Nuovo Brunswick e Nuova Scozia. Lo stretto si trova fra la Penisola della Nuova Scozia, posta a sud, e l'isola di Capo Bretone, a nord.
Lo stretto si estende per circa 225 km, ha una ampiezza che va dai 4 ai 17 km ed una profondità media di circa 44 metri.
Il nome dello stretto deriva dalla nave ammiraglia HMS Northumberland dell'ammiraglio Alexander Colville varata nel 1750.

## Vie di comunicazione
Lo stretto rimane ghiacciato per buona parte dei mesi invernali rendendone impossibile la navigazione. 
Dal 1997 il ponte stradale Confederation Bridge di 12.9 km permette la comunicazione tra l'isola del Principe Edoardo e la provincia di New Brunswick.